# Pickert (Dakota du Nord)
Pickert est une zone non incorporée située dans le comté de Steele, dans l’État du Dakota du Nord, aux États-Unis.

## Source
- (en) Cet article est partiellement ou en totalité issu de l’article de Wikipédia en anglais intitulé « Pickert, North Dakota » (voir la liste des auteurs).